# 炮台街道
炮台街道是中华人民共和国辽宁省大連市金州区下辖的一个街道办事处。普兰店湾新区的一部分，普湾新区管委会（普兰店市政府）办公楼于2012年12月18日搬迁至炮台街道鲍鱼岛村。

## 行政区划
炮台街道下辖以下村级行政区划单位：
松木岛村、长岭村、马炉村、老染房村、磙桥村、桥东村、小刘村、玉皇庙村、大冯家村、车甸村、干河村、炮台村、申炉村、高家村、袁屯村、于嘴村、鲍家村、锦屏村、广文村、邓屯村、宫房村、崔屯村、老爷庙村、红星村、偏坡村、三家子村和东风农场生活区。